# Buddy Bregman
Pour les articles homonymes, voir Bregman.
Louis I. Bregman, dit Buddy Bregman, né le 9 juillet 1930 à Chicago (Illinois) et mort le 8 janvier 2017 à Los Angeles (Californie), est un arrangeur, producteur et compositeur américain.

## Filmographie partielle

### Au cinéma

#### Réalisation
- 1963 : A Day in the Life of a Girl
- 1963 : When Hitler Reigned
- 1965 : Roland Petit Ballet Company in Paris
- 2000 : 9-Ball

#### Compositeur
- 1955 : Cinq fusils à l'ouest de Roger Corman
- 1956 : Fighting Trouble (en)
- 1956 : La Nuit bestiale (The Wild Party)
- 1957 : Le Délinquant involontaire (The Delicate Delinquent) de Don McGuire
- 1958 : Born Reckless
- 1959 : Guns Girls and Gangsters (non crédité)
- 1960 : The Secret of the Purple Reef
- 1960 : Valley of the Redwoods
- 1961 : The Cat Burglar